# أبينيت
Abinit هو برنامج لكيمياء الكم يعتمد في تركيبته على نظرية الكثافة الوظيفية.
هذا البرنامج مطور من طرف Xavier Gonze و Jean-Michel Beuken في وحدة الفيزيو-كمياء و فيزياء المواد في جامعة Louvain في بلجيكا.
أداة التنفيذ التسلسلي ل Abinit تدعى Abinis. وجدير بالذكر أنه توجد صيغة موازية لهذا التطبيق مبرمجة من طرف MPI (Message Passing Interface) تدعى Abinip.
• Abinit يمتاز بأنه مجاني ومتوفر على الإنترنت على إصدار Windows وLUnix
•	يوجد في هذا البرنامج عدة دورة تكوينية وعدة أمثلة مع تطبيقها وشرح الجانب النظري للبرنامج مما يتيح سهولة أكبر للمتعلم في إسقاط أبحاثه على الأمثلة المعروضة.
• شبه الكمون ليس مرفق مع البرنامج مباشرة حيث يمكن تحميله بسهولة وحسب اختيار المبرمج على الموقع الرسمي http://www.abinit.org/.
•	لا يحتوي برنامج Abinit على واجهة تطبيقية بل يتم العمل على واجهات التقليدية ل Windows و Lunix وذلك ينقص من الناحية البيداغوجية و الجمالية، و أيضا لا يحتوي على برامج داعمة له للرسم البياني ،مما يجعله في أغلب الأحيان صعب التعامل.
فيما يلي الملفات المطلوبة لبدء التشغيل :
يجب تحضير ملف يأخذ بعين الاعتبار أسماء ومكان الملفات التالية
________________________________________
test.in
test.out
testi
testo
test
Exemple.pspgth
________________________________________
هذا الملف يسمى « test.files » حيث يتم مناداته من Invite de commandes بالطريقة التالية
في الوضع التسلسلي
abinis < test1.files > test1.log
في الوضع الموازي
abinip < ab.files –procs N
حيث N هو عدد معالجات الكمبيوتر الممكنة